# 阿拉戈纳图书馆

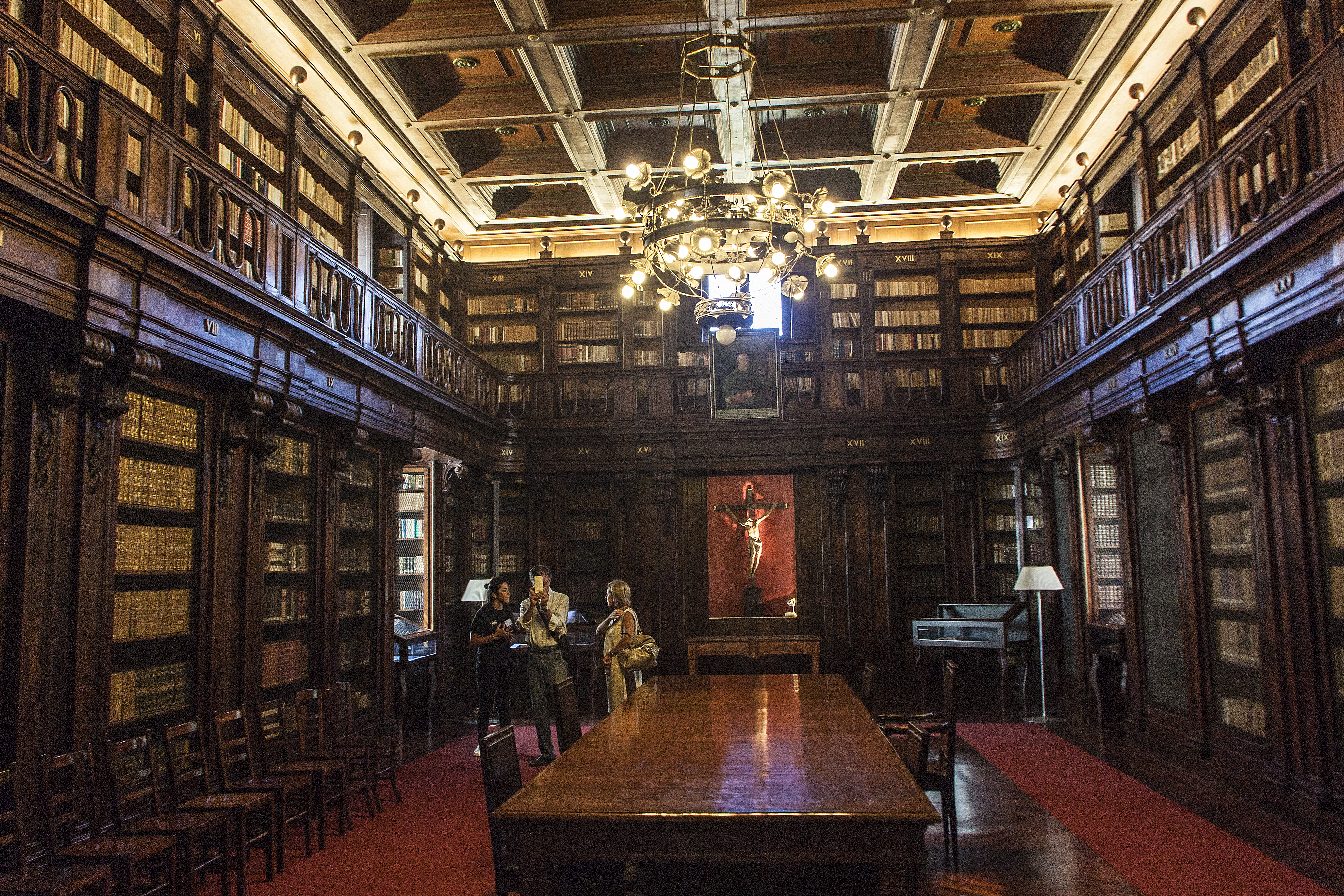

阿拉戈纳图书馆（Biblioteca Alagoniana）是天主教锡拉库萨总教区的图书馆，设于意大利锡拉库萨主教座堂广场5号总主教宫内。图书馆共藏书72811册。
图书馆得名于18世纪最后25年的锡拉库萨总主教乔瓦尼·巴蒂斯塔·阿拉戈纳，他于1780年创立了图书馆，供教区神学院使用。
阿拉戈纳图书馆内拥有包括大量的神学、哲学、文学和历史出版物，特别是关于这座城市和西西里岛的历史。
阿拉戈纳图书馆的宝藏包括21册拉丁文、希腊文和阿拉伯文的手稿抄本。其中有一册注解版古兰经，人文主义者乔治·特拉佩祖齐奥（1397-1486年）的《修辞学》，1125年的希腊文福音书经文选（ℓ 574），十五世纪的另一册希腊文新约经文选（ℓ 575)，14世纪佛兰芒风格的“圣母玛利亚祈祷书”和一本哥特体圣经。
在印刷版本中，最古老的包括70册1470年至1500年的早期珍本。值得注意的是哈特曼·舍德尔的《纽伦堡编年史》的副本，1493年在纽伦堡出版。还有盖伊·德·蒙特罗兴的“穷人圣经”（Biblia pauperum），由不来梅的约翰内斯·布勒在罗马印刷。

## 外部連結
- 维基共享资源上的相關多媒體資源：阿拉戈纳图书馆
- Biblioteca Arcivescovile Alagoniana （页面存档备份，存于） su Beweb